# رواق معمد
الرواق المعمد (Cloister) هو جزء أساسي من الدير، ويتكون من منطقة مركزية مكشوفة تحيط بها ممرات مغطاة تتيح الوصول إلى غرف الدير الرئيسية.

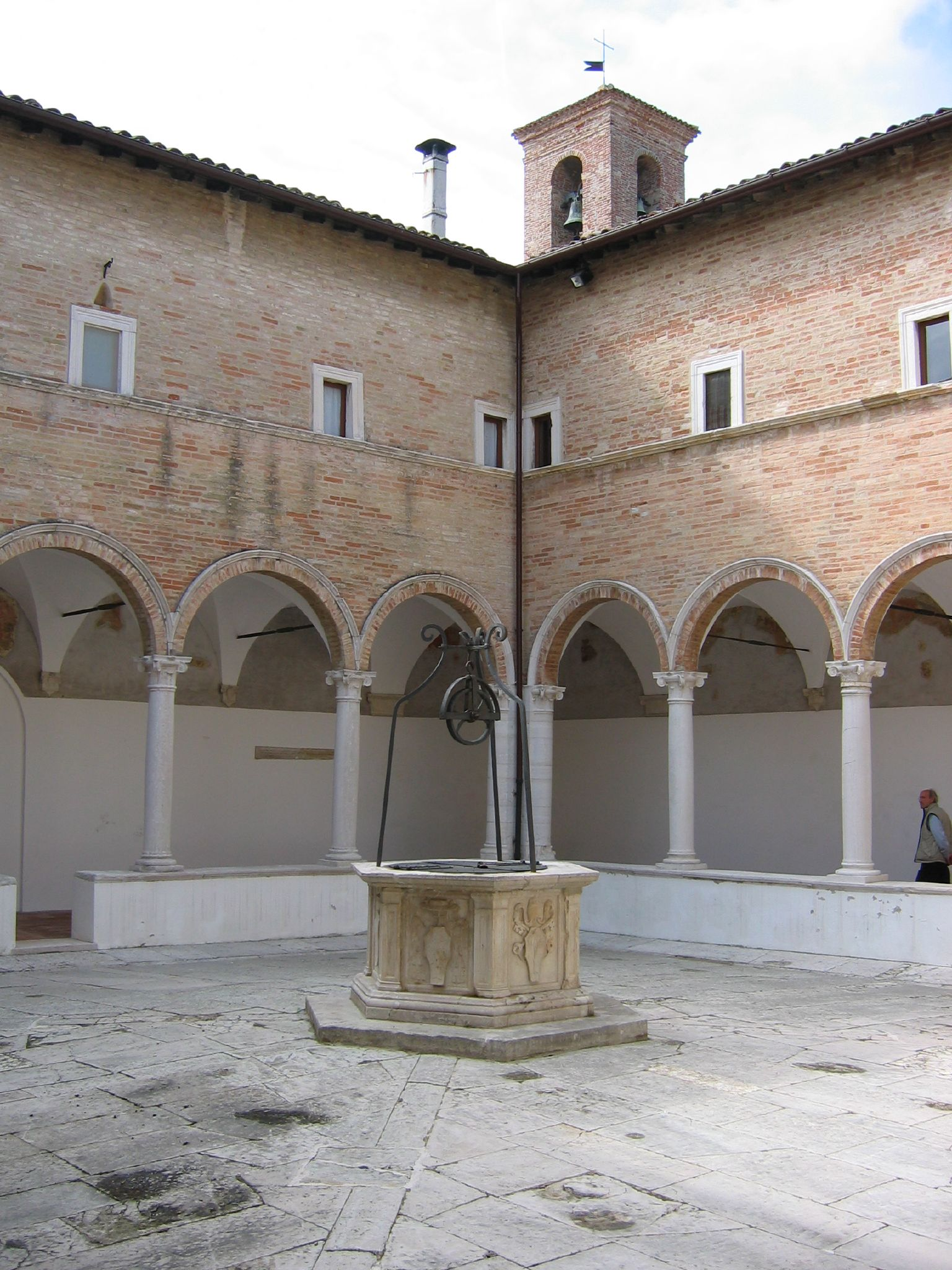
رواق معمد في سينيغاليا ، ماركه، إيطاليا

تم العثور على الأمثلة الأولى للرواق المعمد في المباني التي استخدمها الرهبان من رتبة سان بينيديتو (ordine di San Benedetto) أو اشتقاقاتهم، خلال العصور الوسطى. يجوز للرهبانية الأخرى بناء أو استخدام الرواق المعمد؛ في بعض الحالات، يمكن أن يتخذوا أشكالًا ومواقع غير عادية اعتمادًا على احتياجات المجتمع الذي يستخدمه.